# Epidius brevipalpus
Epidius brevipalpus är en spindelart som beskrevs av Simon 1903. Epidius brevipalpus ingår i släktet Epidius och familjen krabbspindlar.
Artens utbredningsområde är Vietnam. Inga underarter finns listade i Catalogue of Life.